# Министерство по делам Шотландии
Министерство по делам Шотландии (англ. Scotland Office) — ведомство в правительстве Великобритании во главе с государственным секретарём по делам Шотландии.
Ведомство представляет интересы Шотландии в правительстве её Величества, а также способствует взаимодействию центрального и шотландского правительств.
До воссоздания Шотландского парламента и образования шотландского правительства в 1999 году Министерство по делам Шотландии было основным ведомством проводящим политику правительства Великобритании в Шотландии. После 1999 года основная часть функций министерства передана правительству Шотландии и шотландскому парламенту.

## История
Государственный орган по делам Шотландии был образован в 1603 году после заключения Личной унии. 1 февраля 1709 года был образован департамент правительства с названием «Шотландский офис» (англ. Scottish Office). В 1746 году, после восстания якобитов, офис был упразднён, а делами Шотландии заведовал лорд-адвокат вплоть до 1827 года, когда полномочия по Шотландии перешли к Министерству внутренних дел.
В 1885 году Шотландский офис был восстановлен. Для воссозданного ведомства, у частных лиц специально было выкуплено здание Дувр-Хаус. В Дувр-Хаус ведомство размещается до сих пор.
В 1926 году статус главы Офиса повышен до государственного секретаря.
В 1999 году в связи с восстановлением парламента Шотландии и правительства Шотландии большая часть (75%) полномочий была передана новой шотландкой администрации и другим ведомствам Великобритании. У Шотландского офиса остался ряд минимальных, но значительных, функций, включая оформление ежегодного бюджетного трансферта Правительству Шотландии из Казначейства.
Бюджет министерства на 2011—2012 года составлял 8 млн фунтов. Однако по данным отчетности за 2017 год, бюджет министерства увеличился уже до 27 млн фунтов.
В 2015 году была предпринята попытка смены имиджа и названия Офиса Шотландии на «Правительство Великобритании в Шотландии», причем правительственные источники отрицали это изменение, затронувшее только шаблоны заголовков министерства в социальных сетях. Однако в мае 2018 года министерство все же официально сменило название на «Министерство правительства Великобритании в Шотландии». Доклад рабочей группы из Палате Общин от того же года признал данное министерство утратившим актуальность и предложил его упразднить за ненадобностью.